# La Tramontane
La Tramontane fou una revista fundada a Perpinyà el 1917 per Carles Bauby, Joan Burset i Lluís Pech, d'antuvi redactada totalment en francès però des del 1919 fou bilingüe, de manera que esdevingué el principal referent del catalanisme al Rosselló. Va publicar nombrosos treballs d'història i literatura de la Catalunya del Nord, però també dedicà números extraordinaris a Francesc Macià, Pau Casals, Arístides Maillol, Pompeu Fabra, i altres, que donaren a conèixer el que passava a la Catalunya al sud de les Alberes. També hi col·laboraren, entre d'altres, Joan Alavedra i Segurañas, Guillem Colom i Ferrà, Josep Maria López-Picó, Josep Sebastià Pons i la poeta Conxita Julià; el gravador René Barande la il·lustrà a partir del 1943 i fins a la fi. A la mort de Carles Bauby el 1971 va desaparèixer.